# Logaritmetafel
Een logaritmetafel is een tabel met standaardlogaritmen, een geschikt gekozen set waarden van logaritmen, waarmee veel voorkomende berekeningen gedaan kunnen worden. 
Een logaritmetafel was tot circa 1980 een veelgebruikt hulpmiddel bij berekeningen, voordat er hulpmiddelen zoals rekenmachines en computers ter beschikking kwamen.

## Geschiedenis
De eerste publicatie over logaritmen door John Napier (1550 - 1617) is van 1614. Het woord logaritme is een samenvoeging van de twee Griekse woorden logos en arithmos, wat goed kan worden vertaald met verhoudingsgetal. De logaritme van Napier was oorspronkelijk niet een logaritme in de betekenis van inverse bewerking van een exponentiële operatie. Henry Briggs (1561 - 1630), introduceerde weliswaar het werken met logaritmen met basis 10, maar ook die kunnen we nog niet zien als exponenten van het grondtal 10. Pas door het werk van Leonhard Euler kreeg het logaritmebegrip de huidige betekenis en bleken de logaritmen van Briggs exponenten van 10 te zijn. De logaritmen van Briggs met grondtal 10 worden de gewone logaritmen genoemd.
Briggs construeerde de eerste logaritmetafel, die nog verre van volledig was. Hij koppelde daarbij een meetkundige rij aan een rekenkundige rij. Hij berekende de logaritmen van 1 tot 20.000 en van 90.000 tot 100.000, in maar liefst 14 decimalen. Deze tabel werd in 1624 gepubliceerd. Ezechiel de Decker publiceerde in 1627 een logaritmetafel waarin ook de logaritmen van 20.000 tot 90.000 voorkomen.
De Decker werkte nauw samen met Adriaen Vlacq. Vlacq publiceerde echter in 1628 onder eigen naam de logaritmetafel. Het is vooral deze tafel van Vlacq die in heel Europa werd gebruikt en Vlacq beroemd maakte. Het ligt voor de hand te veronderstellen dat De Decker en Vlacq samen de enorme hoeveelheid rekenwerk hebben verricht die voor de constructie van de logaritmetafel nodig was, maar dat is niet zeker.
De logaritmen in de tabel van Vlacq en De Decker bevatten 10 decimalen, maar daarna werden voornamelijk logaritmetabellen gebruikt waarin de logaritmen in 5, 6 of 7 decimalen worden uitgedrukt. Door middel van lineaire interpolatie kan men daaruit zonder veel moeite waarden in meer decimalen verkrijgen.
Simon Newcomb in 1881 en Frank Benford in 1938 ontdekten, aan de hand van logaritmetafels, een wetmatigheid betreffende de verdeling van cijfers in getallen, die tegenwoordig de Wet van Benford wordt genoemd.

## Rekenkundige bewerkingen
Het belangrijkste aspect van het rekenen met een logaritmetafel is dat vermenigvuldigingen door omzetting in logaritmen tot optellingen worden. Om twee getallen {\displaystyle a} en {\displaystyle b} met elkaar te vermenigvuldigen, telt men de logaritmen van deze getallen bij elkaar op en zoekt men het antwoord terug. Immers: 
{\displaystyle a\cdot b=10^{\log(a)+\log(b)}}
Door het toepassen van andere rekenregels voor logaritmen worden delingen omgezet in aftrekkingen; machtsverheffingen in vermenigvuldigingen; het trekken van wortels in delingen. Via dubbellogs kunnen willekeurige machten met positief grondtal en willekeurige exponent worden berekend. Door het hanteren van de logaritmetabel worden de moeilijkere bewerkingen dus omgezet in optellingen en aftrekkingen, de eenvoudigste rekenkundige bewerkingen, waardoor ingewikkeld en tijdrovend rekenwerk tot aanzienlijk eenvoudiger berekeningen kan worden getransformeerd.

## De logaritmetafel

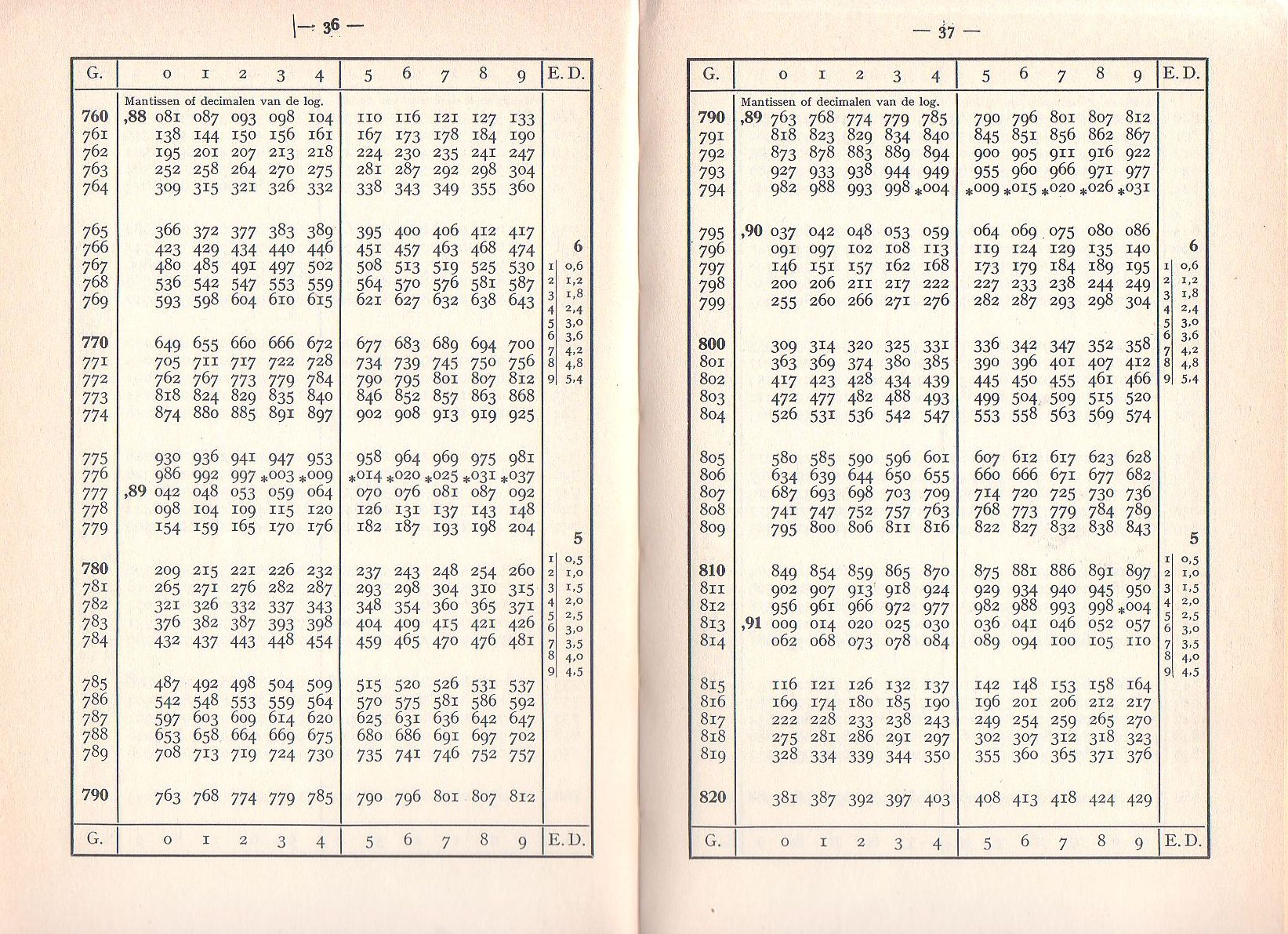
Bladzijde uit een logaritmetafel (Logaritmische en goniometrische tafels en bijtafels van Dr. B. Gonggrijp, 1963)

Logaritmetafels voor de gewone logaritmen bestaan uit een tafel die de mantissen van logaritmen met grondtal 10 bevat en een tafel met logaritmen van de meest gebruikte goniometrische verhoudingen. De logaritmetafel kan men ook mantissentabel of exponententabel noemen.

### Logaritmen met grondtal 10
De volgende mantissentabel laat een voorbeeld zien van twee regels uit een logaritmetafel met de mantissen van de getallen 1 tot en met 10000:
| N   | 0       | 1   | 2   | 3   | 4   | 5   | 6   | 7   | 8   | 9   |
| --- | ------- | --- | --- | --- | --- | --- | --- | --- | --- | --- |
| 661 | 0,82020 | 027 | 033 | 040 | 046 | 053 | 060 | 066 | 073 | 079 |
| 662 | 0,82086 | 092 | 099 | 105 | 112 | 119 | 125 | 132 | 138 | 145 |
Ieder positief getal {\displaystyle x} kan in zwevendekommanotatie geschreven worden als {\displaystyle x=S\cdot 10^{W}}. Dit is de meest gebruikte wetenschappelijke notatie. Het getal {\displaystyle S}, een getal van 1 tot 10, is de significant van {\displaystyle x}; het gehele getal {\displaystyle W} is de wijzer.
In de eerste kolom van bovenstaande tabel (kolom aangeduid met N) wordt de significant {\displaystyle S} in 3 cijfers vermeld, maar zonder komma. Het vierde cijfer van {\displaystyle S} staat in de bovenste rij. Alleen de kolom met het cijfer 0 erboven bevat de cijfers 0,82; de volgende kolommen bevatten alleen de laatste 3 cijfers. Zo zien we bijvoorbeeld dat de logaritme van 6,617 (een significant) gelijk is aan 0,82066. Daarmee weten we ook dat de logaritme van 66,17 gelijk is aan 1,82066 = 0,82066 + 1 en dat de logaritme van 661,7 gelijk is aan 2,82066 = 0,82066 + 2, enzovoorts. De logaritme van 0,006617 is gelijk aan 0,82066 − 3. Voor de logaritme van 0,006617 schrijven we niet −2,17934, zoals we zouden doen bij het gebruik van een elektronische rekenmachine.
De logaritme van een positief getal {\displaystyle x} wordt steeds uitgedrukt in de logaritme van de significant {\displaystyle S}, die mantisse {\displaystyle m} wordt genoemd en een geheeltallige wijzer {\displaystyle W}. De mantisse {\displaystyle m} is een getal van 0 tot 1. De logaritmetafel bevat, naast {\displaystyle N} ({\displaystyle =S} zonder komma) alleen de mantissen van de bijbehorende significant {\displaystyle S}; de wijzer {\displaystyle W} moet men steeds zelf bepalen. Omdat de komma pas op het laatste moment van de meeste berekeningen wordt geplaatst hoeven we ons niet druk te maken over de komma in {\displaystyle N} of {\displaystyle S}.
De mantisse loopt van 0 tot 1, maar vaak is het handig om ook over de geheeltallige mantisse te spreken. Is de werkelijke mantisse {\displaystyle m=0{,}82115} dan is {\displaystyle M=82115} de bijbehorende geheeltallige mantisse.
De wijzer {\displaystyle W} kunnen we tevens bepalen met behulp van de volgende vuistregel: Is het positieve getal {\displaystyle x} groter dan 1, dan is de wijzer {\displaystyle W} gelijk aan het aantal cijfers voor de komma minus 1; is het positieve getal {\displaystyle x} kleiner dan 1, dan is de wijzer {\displaystyle W} gelijk aan het aantal nullen waarmee het getal {\displaystyle x} begint vermenigvuldigd met −1. Dus de wijzer van 345,67 is 2; de wijzer van 0,000567 is −4.

### Evenredige delen
Zoals de bovenstaande tabel laat zien is het verschil tussen twee opeenvolgende mantissen over kleine deelintervallen steeds hetzelfde. Over de hele logaritmetafel worden die verschillen steeds kleiner omdat de grafiek van de logaritme steeds minder sterk stijgt. (als gevolg van afrondingen kan het verschil lokaal soms even toenemen.) Op zo een interval kunnen we de grafiek van de logaritmische functie bij benadering als rechtlijnig beschouwen. Daardoor kunnen we tussenliggende mantissen via lineaire interpolatie berekenen. Om interpolatie gemakkelijker te maken zijn naast de mantissen kleine tafels van vermenigvuldiging afgedrukt. Zo zijn op de bladzijde van de tafel, waaruit we bovenstaande twee regels hebben genomen, de vermenigvuldigingstafels van 6 en 7 vermeld, waarbij de producten gedeeld zijn door 10:
|   | 6   | 7   |
| - | --- | --- |
| 1 | 0,6 | 0,7 |
| 2 | 1,2 | 1,4 |
| 3 | 1,8 | 2,1 |
| 4 | 2,4 | 2,8 |
| 5 | 3,0 | 3,5 |
| 6 | 3,6 | 4,2 |
| 7 | 4,2 | 4,9 |
| 8 | 4,8 | 5,6 |
| 9 | 5,4 | 6,3 |
Zo'n vermenigvuldigingstabel wordt tabel van evenredige delen genoemd. Deze tabel lezen we als volgt: als bijvoorbeeld rechts van {\displaystyle N} een 4 is toegevoegd en het verschil van twee opeenvolgende geheeltallige mantissen is 6, dan wordt bij geheeltallige mantisse {\displaystyle M} van het eerste getal 2,4 opgeteld. Een voorbeeld ter verduidelijking. De geheeltallige mantisse {\displaystyle M} van 6613 is 82040 en de geheeltallige mantisse {\displaystyle M} van 6614 is 82046. (We trekken ons hierbij voorlopig niets aan van de plaatsen van de komma's.) We zien dat het verschil tussen deze twee geheeltallige mantissen 6 bedraagt. Veronderstel dat we de mantisse willen weten van N = 6613,7, dan bedenken we dat de toevoeging 0,7 bedraagt en dat de stijging van de mantisse 0,7 maal 6 = 4,2 moet bedragen. Het getal 4,2 vinden we in de vermenigvuldigingstabel met 6 erboven. We tellen op: 82040 + 4,2 = 82044,2, wat we afronden op {\displaystyle M=82044}. De gevraagde werkelijke mantisse {\displaystyle m} is dus 0,82044.
Op deze wijze hebben we mantisse van een 5-cijferig getal bepaald, maar deze methode is ook geschikt om van een 6-cijferig getal de mantisse te bepalen. We voeren de lineaire interpolatie gewoon uit op de volgende decimaal, waarbij we de getallen in de tabel van evenredige delen delen door 100 in plaats van door 10. Zo is de geheeltallige mantisse van 6613,78 in 5 cijfers gelijk aan 82040 + 4,2 + 0,48 = 82045 en dus is de werkelijke mantisse m = 0,82045. (Omdat de oorspronkelijke mantissen in 5 cijfers zijn gegeven moet ook het geïnterpoleerde antwoord in 5 cijfers worden uitgedrukt.)
Als de logaritme van een getal {\displaystyle x} is gegeven en we {\displaystyle x} willen bepalen, gaan we op min of meer dezelfde wijze te werk. Veronderstel dat {\displaystyle \log(x)=2{,}82116}, dan is {\displaystyle W=2} de wijzer en {\displaystyle m=0{,}82116} de werkelijke mantisse. De geheeltallig mantisse is {\displaystyle M=82116}. Deze ligt tussen 82112 en 82119 in de tweede regel van de tabel waarmee deze paragraaf begint. Bij de geheeltallige mantissen {\displaystyle M=82112} en {\displaystyle M=82119} horen respectievelijk de getallen {\displaystyle N=6624} en {\displaystyle N=6625}. Kennelijk moeten we een tussenliggende waarde van {\displaystyle N} vinden waarvoor de geheeltallige mantisse 82116 is. De mantisse 82112 moet nog 4 aangroeien. Het verschil van 82119 en 82112 is 7. Kijken we in de tabel met evenredige delen onder de 7, dan zien we dat we we de mantisse met 3,5 kunnen laten aangroeien door het getal {\displaystyle N} met 0,5 te laten groeien. Bij {\displaystyle N=6624{,}5} hoort dus de mantisse 82112 + 3,5 = 82115,5. Het verschil met de gegeven mantisse 82116 is nog 0,5. Kijken we nogmaals in de tabel met evenredige delen onder de 7, dan zien we dat we die mantisse nog met 0,49 kunnen laten aangroeien door de eerder gevonden waarde van {\displaystyle N} te verhogen met 0,07. We hebben daarmee 82115,5 + 0,49 = 82115,99 als zeer goede benadering van de gegeven mantisse 82116. De bijbehorende waarde van {\displaystyle N} is 6624 + 0,5 + 0,07 = 6624,57, die we terugbrengen tot 5 cijfers door af te ronden op 6624,6.
De definitieve plaats van de komma bepalen we via de wijzer {\displaystyle W}. Deze is 2, dus het aantal cijfers voor de komma is 3: 662,46 is gevraagde waarde van {\displaystyle x}. Dit resultaat kunnen we met een elektronische rekenmachine controleren: 102,82116 = 662,46.

### Logaritmen van goniometrische verhoudingen

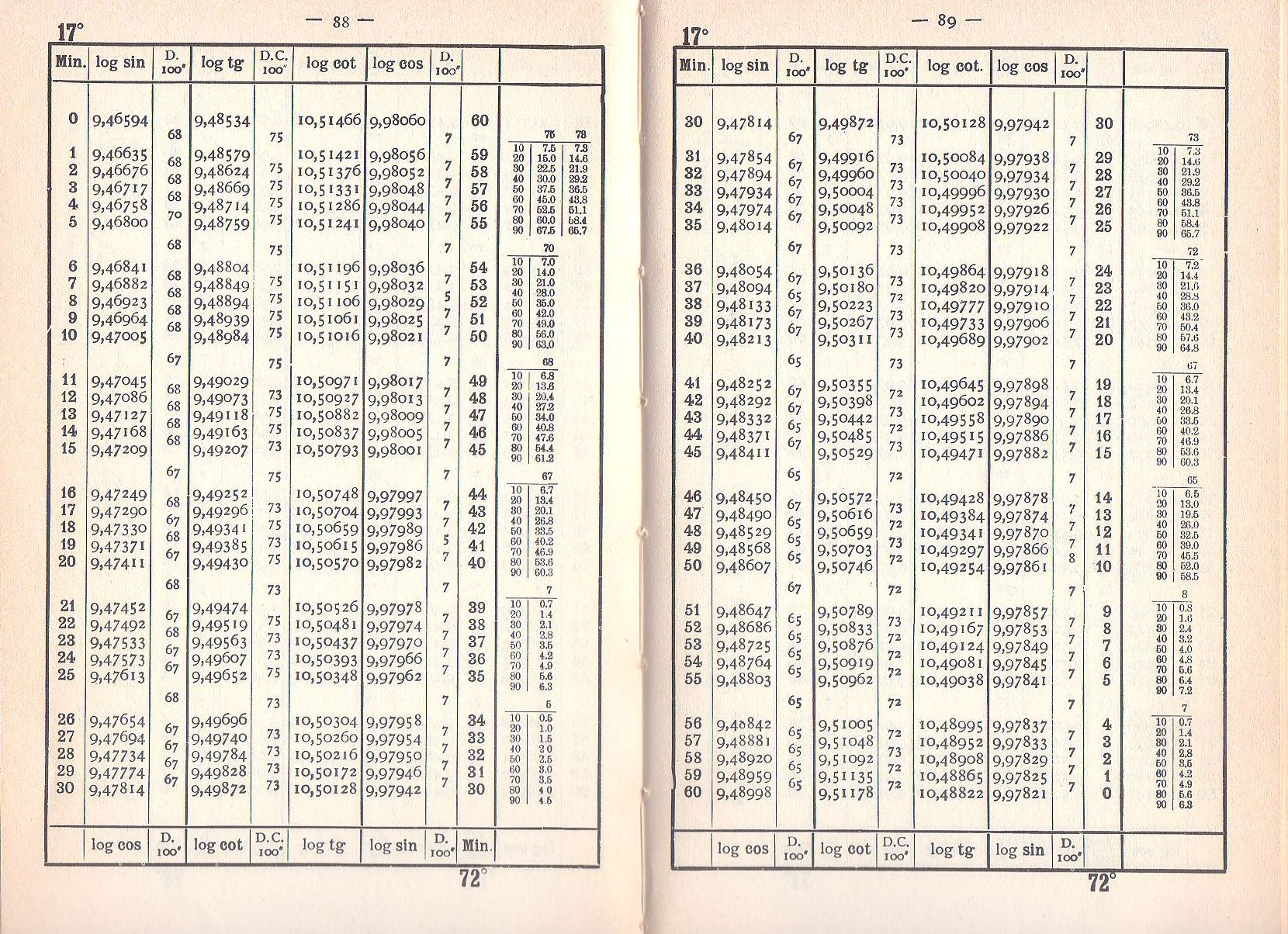
Bladzijde uit een goniometrische tafel

Wie een logaritmetafel openslaat ziet bijna altijd, naast de tafel van de gewone logaritmen tevens een tafel met de logaritmen van de goniometrische verhoudingen. Voor het berekenen van veel parameters in de goniometrie, trigonometrie en boldriehoeksmeetkunde zijn naast de logaritmen van de significanten tevens de logaritmen van de goniometrische verhoudingen nodig.
Van de hoeken in het eerste kwadrant zijn de goniometrische verhoudingen positief. In de andere kwadranten zijn sommige verhoudingen positief en andere negatief. Men kan echter door eenvoudige translaties het berekenen van een dergelijke verhouding terugbrengen tot een goniometrische verhouding van een hoek in het eerste kwadrant. De tafel met de logaritmen van de goniometrische verhoudingen bevat daarom alleen de logaritmen met betrekking tot hoeken in het eerste kwadrant.
Verder beperkt men zich tot hoeken in de eerste helft van het eerste kwadrant, omdat via de formules
{\displaystyle {\begin{cases}\sin(45^{\circ }+\alpha )=\cos(45^{\circ }-\alpha )\\\cos(45^{\circ }+\alpha )=\sin(45^{\circ }-\alpha )\\\tan(45^{\circ }+\alpha )=\cot(45^{\circ }-\alpha )\\\cot(45^{\circ }+\alpha )=\tan(45^{\circ }-\alpha )\end{cases}}}
de goniometrische verhoudingen van hoeken in de tweede helft van het eerste kwadrant gemakkelijk kunnen worden getransformeerd tot verhoudingen van hoeken in de eerste helft.
In de tafel zien we niet de logaritmen van secans en de cosecans, omdat die eenvoudig kunnen worden bepaald uit de logaritmen van de sinus en de cosinus.
Er geldt immers:
{\displaystyle {\begin{cases}\log \sec \alpha =-\log \cos \alpha \\\log \csc \alpha =-\log \sin \alpha \end{cases}}}
Hoeken in logaritmetafels worden gewoonlijk in het sexagesimaal talstelsel uitgedrukt, dat wil zeggen in graden, minuten en seconden. Sommige logaritmetafels maken gebruik van gons, waarbij een kwart cirkel wordt verdeeld in 100 gon (100 grad of 100 gr). Deze verdeling moet men niet verwarren met de decimale verdeling van sexagesimale graden, zoals die wel op een rekenliniaal of in een elektronische rekenmachine voorkomt, waarbij iedere graad verdeeld is in tienden en honderdsten graden, maar waarbij een kwart cirkel is verdeeld in 90 graden.
Voor hoeken in de eerste helft van het eerste kwadrant zijn de sinus, cosinus en tangens kleiner dan 1 en dus de logaritmen van deze verhoudingen negatief. De rekenkundige bewerkingen zijn echter eenvoudiger uit te voeren met positieve waarden en daarom telt men wel het getal 10 op bij de werkelijke waarde van de logaritme van de betreffende goniometrische verhouding. Zo vinden we bijvoorbeeld: log sin(40°,37') = 9,81 358. De werkelijke waarde is −0,18 642, maar het blijkt niet handig om hiermee te rekenen. Ook wordt wel de notatie met een streepje boven het eerste cijfer van de logaritme gebruikt. Men ziet dan Ī,81 358 wat men dient te lezen als 0,81 358 – 1.
Enkele regels van een bladzijde uit een tafel met de logaritmen van de goniometrische verhoudingen zijn:
| 40° |          |      |          |       |           |          |      |    |
| M   | log sin  | V 1s | log tan  | GV 1s | log cot   | log cos  | V 1s | M  |
| --- | -------- | ---- | -------- | ----- | --------- | -------- | ---- | -- |
| 36  | ...      | ...  | ...      | ...   | ...       | ...      | ...  | 24 |
| 37  | 9,81 358 | 0,23 | 9,93 329 | 0,42  | 10,06 671 | 9,88 029 | 0,18 | 23 |
| 38  | ...      | ...  | ...      | ...   | ...       | ...      | ...  | 22 |
| M   | log cos  | V 1s | log cot  | GV 1s | log tan   | log sin  | V 1s | M  |
| 49° |          |      |          |       |           |          |      |    |
Zo'n bladzijde kan van boven naar beneden of van beneden naar boven gelezen worden.
Van boven naar beneden gelezen, betreft deze bladzijde de hoek van 40°. De volgende regel bevat de kopjes M voor minuten voor het lezen van boven naar beneden, log sin, V1s = het verschil per seconde, log tan, GV1s = gemeenschappelijk verschil per seconde, log cotan, V1s = verschil per seconde, en nogmaals M voor minuten, maar nu voor het lezen van beneden naar boven.
Van beneden naar boven gelezen is het niet nodig een optelling of aftrekking met 45° uit te voeren. Van beneden naar boven gelezen betreft het hier de hoek van 49°. Daarboven staat weer een rij met kopjes. Log sin en log cos zijn van plaats verwisseld zijn, evenals log tan en log cotan.
In de tafel is af te lezen: log sin(40°,38') = 9,81 372. Het verschil met log sin(40°,37') = 9,81 358 is 14 eenheden van het meest rechter cijfer. Omdat de hoeken 1 minuut = 60 seconden verschillen is het verschil per seconde 14/60 = 0,23(333) eenheden van het meest rechter cijfer. (Er zijn ook tafels die alleen het verschil van 15 eenheden vermelden en het uitrekenen van het verschil per seconde overlaten aan de gebruiker.) Log sin (40°,37',20") = 9,81 358  + 20·0,00 000 23(333) = 9,81 363.
Tussen de kolommen met log tan en log cotan staat de kolom met de gemeenschappelijke verschillen. Omdat log tan(α) + log cotan(α) = 0, neemt de cotangens per seconde af met hetgeen de tangens per seconde toeneemt. Zo is log tan(40°,37',20") = 9,93 329 + 20·0,00 000 42 = 9,93 337, maar log cotan(40°,37',20") = 10,06 671 − 20·0,00 000 42 = 10,06 663.

## Voorbeelden
Een voorbeeld met vermenigvuldigingen en een deling. 

Bereken
{\displaystyle x={\frac {4{,}767\cdot 305{,}3\cdot 10{,}68}{15{,}67}}}
Neem de logaritme:
{\displaystyle \log x=\log 4{,}767+\log 305{,}3+\log 10{,}68-\log 15{,}67=}
{\displaystyle =0{,}67825+0{,}48473+2+0{,}028570+1-0{,}19507-1=}
{\displaystyle =2{,}99648}
Dus
{\displaystyle x={10}^{2{,}99648}=991{,}9}

Een voorbeeld met machten. 

Bereken
{\displaystyle x={\frac {76{,}89^{3}}{0{,}6990^{2}}}}
Neem de logaritme:
{\displaystyle \log x=3\cdot \log 76{,}89-2\cdot \log 0{,}6990=}
{\displaystyle =3\cdot (0{,}88587+1)-2\cdot (0{,}84448-1)=0{,}96865+5}
Dus
{\displaystyle x=10^{0{,}96865+5}=9{,}304\cdot 10^{5}}

Een voorbeeld van een macht met een grondtal groter dan 1 en een exponent groter dan 1. 

Bereken
{\displaystyle x=56{,}86^{1{,}596}}
Neem de logaritme:
{\displaystyle \log x=1{,}596\cdot \log 56{,}86}
Neem nog eens de logaritme:
{\displaystyle \log \log x=\log 1{,}596+\log \log 56{,}86=}
{\displaystyle =0{,}20303+\log 1{,}75481=0{,}20303+0{,}24423=0{,}44726}
Dus
{\displaystyle \log x=10^{0{,}44726}=2{,}80066}
en 
{\displaystyle x=10^{2{,}80066}=631{,}9}

Een voorbeeld met wortels. 

Bereken
{\displaystyle x={\frac {\sqrt[{5}]{234{,}6}}{\sqrt[{3}]{1987}}}}
Neem de logaritme:
{\displaystyle \log x={\tfrac {1}{5}}\log 234{,}6-{\tfrac {1}{3}}\log 1987={\tfrac {1}{5}}(0{,}37033+2)-{\tfrac {1}{3}}(0{,}29820+3)=}
{\displaystyle =0{,}474066-1{,}0994=0{,}374666-1}
Dus
{\displaystyle x=10^{0{,}374666-1}=0{,}2370}

Vooral in de meetkunde komen we combinaties tegen van logaritmen van getallen en logaritmen van goniometrische verhoudingen. Met behulp van de logaritmetafel is het uitvoeren van zo een combinatieberekening niet moeilijk, zoals het volgende voorbeeld laat zien.
Stel dat driehoek ABC rechthoekig is met hoek B de rechte hoek. Stel dat hoek A 32°,40’ is en AB = 4,8, dan berekenen we BC als volgt:
{\displaystyle {\begin{aligned}&BC=AB\cdot \tan A=4{,}8\cdot \tan 32^{\circ }40'\to \\&\log BC=\log 4{,}8+\log \tan 32^{\circ }40'=\\&=0{,}68124+9{,}80697-10=\\&=0{,}48821\to \\&BC=10^{0{,}48821}=3{,}1\\\end{aligned}}}